# Radio Murcia
Radio Murcia-Cadena SER es la emisora de radio de la Cadena SER de la ciudad de Murcia. Comenzó sus emisiones el 2 de agosto de 1933.
Se encuentra situada en la Calle Radio Murcia, 4 y comparte instalaciones con Los 40 y Cadena Dial.

## Historia
Radio Murcia se inauguró el día 2 de agosto de 1933 en los Jardines Recreative de Espinardo, un día después de lo previsto. La primera emisión fue radiada por Arsenio Sánchez Alcarria, fundador de la emisora, con el siguiente texto:

"Sintonizan a Radio Murcia, emisora EAJ-17. Señores radioescuchas, buenas tardes. Da comienzo nuestra emisión de tarde-noche con las señales horarias."
Recreación del saludo, al comienzo de la emisiones de tarde/noche, en 1933 de Radio Murcia EAJ-17. Locutor Elías Ros, grabado en los años 80 por el Técnico.

El técnico que hizo la instalación de la emisora y la mantuvo hasta finalizar la guerra civil, fue Antonio Serrano Manzanares.
Durante la Guerra Civil, el Gobierno de la República incautó la emisora y la entregó al cuerpo de Telégrafos, pasando su sede a estar en la Plaza Hernández Amores, 3, hasta que en el año 1939, se le devolvió a don Arsenio Sánchez Alcarria, propietario de la misma.
A finales de los años 40, pasó a ser propiedad de la Cadena SER.
En el año 1953 se instalaron los estudios en la Calle Lucas, 7 (actual Calle Radio Murcia, 4).
En el año 1954 la emisora recibió un Premio Ondas por su magnífica programación en la zona de su audición.
En 2008, la emisora decana de la Región de Murcia cumplió 75 años.
En 2013, cumplió 80 años. Con este motivo, la emisora Radio Murcia-Cadena Ser programó una serie de programas y eventos especiales a lo largo de ese año para conmemorar la fundación de la emisora más importante de la Región.

## Programación

### Nacional
| Programa                 | Horario              | Director/a          |
| Hoy por hoy              | (L-V) 06.00-12.20    | Àngels Barceló      |
| Hora 14                  | (Diario) 14.00-15.10 | José Antonio Marcos |
| La Ventana               | (L-V) 16.00-20.00    | Carles Francino     |
| Hora 25                  | (L-V) 20.00-00.00    | Pepa Bueno          |
| El larguero              | (L-V) 00.00-01.40    | Manu Carreño        |
| Hablar por hablar        | (L-V) 01.40-04.30    | Macarena Berlín     |
| Matinal SER              | (S-D) 07.00-08.00    | Antonio Martín      |
| A vivir que son dos días | (S-D) 08.00-12.00    | Javier del Pino     |
| Carrusel Deportivo       | (S-D) 17.00-00.00    | Dani Garrido        |
| El larguero              | (S-D) 00.00-01.40    | Yago de Vega        |

### Local
| Programa                          | Horario               | Director/a                            |
| Informativos locales y regionales | Varios tramos diarios | Juanjo Asensio                        |
| Hoy por hoy Murcia                | (L-V) 12.30-14.00     | Paco Sánchez                          |
| Hora 14 Murcia                    | (Diario) 14.15-14.30  | Javier Ruiz                           |
| SER Deportivos Región de Murcia   | (L-V) 15.20-16.00     | José Antonio Sánchez y Rubén González |
| La ventana Región de Murcia       | (L-V) 19.20-19.40     | Paqui Pérez                           |
| A vivir Murcia                    | (S-D) 12.05-14.15     | Equipo de fin de semana               |

## Frecuencias
Las emisoras en Frecuencia modulada del Grupo Prisa en Murcia emiten desde el Centro Emisor del Pico del Relojero en la Cresta del Gallo, al sur de la ciudad. La emisora de la Cadena SER en Onda media se encuentra situada en la pedanía de Cabezo de Torres, al norte de la ciudad.
Las frecuencias de las emisoras son:
| Emisora           | Frecuencia |
| Radio Murcia (OM) | 1260 AM    |
| Radio Murcia (FM) | 100.3 FM   |
| Los 40 Classic    | 88.0 FM    |
| Los 40            | 91.3 FM    |
| Cadena Dial       | 103.9 FM   |
| Radiolé           | - FM       |
| SER+              | - FM       |